# Ptychochromis insolitus
Ptychochromis insolitus es una especie de peces de la familia Cichlidae en el orden de los Perciformes. Se trata de una especie endémica de los ríos Amboaboa and Mangarahara cerca de Mandritsara en el norte de Madagascar.
A pesar de que la UICN clasifica su estado de conservación como de peligro crítico, se cree que en realidad se encuentra extinto en la vida silvestre, debido particularmente a la construcción de presas en los ríos de donde la especie es oriunda. Hasta hace poco se sabía de la existencia de tres machos vivos en cautividad, dos en el zoo de Londres, y uno en el Acuario de Berlín. Recientemente en diciembre de 2013 se ha encontrado en el norte de Madagascar una pequeña población salvaje. 

## Morfología
- Los machos pueden llegar alcanzar los 5,5 cm de longitud total.[3]

## Hábitat
Vive en zonas de clima tropical.

## Distribución geográfica
Se encuentra en Madagascar.